# Demonax tsitoensis
Demonax tsitoensis är en skalbaggsart som först beskrevs av Leon Fairmaire 1888.  Demonax tsitoensis ingår i släktet Demonax och familjen långhorningar. Inga underarter finns listade i Catalogue of Life.